# 30
| [ Edytuj tabelę ] |                         |
| Król Armenii      | - 18 Artakses III 34    |
| Cesarz Chin       | - 25 Guangwudi 57       |
| Władca Korei      | - 18 Daemusin 44        |
| Król Mauretanii   | - 23 Ptolemeusz 40      |
| Król Nabatei      | - 9 p.n.e. Aretas IV 40 |
| Król Partów       | - 8 Artabanus II 40     |
| Cesarz Rzymu      | - 14 Tyberiusz 37       |
| Król Tracji       | - 19 Remetalkes II 38   |

Rok 30 / XXX
stulecia: I wiek p.n.e. ~
I wiek ~
II wiek

lata: 20 «
25 «
26 «
27 «
28 «
29 «
30
» 31
» 32
» 33
» 34
» 35
» 40

## Wydarzenia
Bliski Wschód
- 7 kwietnia – ukrzyżowanie Jezusa Chrystusa[1][2][3][4][5] (lub 33[6][7]).

Europa
- Początki produkcji ceramiki typu terra sigillata w Galii (data przybliżona).
- Powstała Historia rzymska Wellejusza Paterkulusa.

## Urodzili się
- 8 listopada – Nerwa, cesarz rzymski (zm. 98).
- Boudika, królowa brytyjskich Icenów (lub 22, data przybliżona, zm. 61) .
- Klaudia Antonia, córka Klaudiusza (zm. 66).
- Kwintus Petyliusz Cerialis, rzymski dowódca (zm. ≈83).
- Mobon, król Goguryeo (zm. 53).

## Zmarli
- 7 kwietnia – 
  - Jezus Chrystus; ukrzyżowany.
  - Judasz Iskariota; samobójstwo.
  - Rach/Dyzma, „dobry łotr”; ukrzyżowany.
- Klaudiusz Neron Juliusz Cezar, syn Germanika i Agrypiny Starszej (ur. 6).
- Szammaj, żydowski prawnik (ur. ≈50 p.n.e.).